# Jair (fils de Ségub)
Pour les articles homonymes, voir Jaïr (homonymie) et Jair.
Jaïr est un fils de Ségub.

## Ascendance de Jaïr
Jaïr est un fils de Ségub fils d'Hesron et d'une fille de Machir.

## Les douars de Jaïr
Avant l'entrée au pays de Canaan, Jaïr s'empare de vingt-trois douars de la région d'Argob en Basan et les appelle de son nom,,.